# Колесники (Полтавская область)
Колесники (укр. Колісники) — село,
Комендантовский сельский совет,
Кобелякский район,
Полтавская область,
Украина.
Код КОАТУУ — 5321883803. Население по переписи 2001 года составляло 112 человек.

## Географическое положение
Село Колесники находится на расстоянии до 3-х км от сёл Порубаи, Черемушки и Мотрино.

## Экономика
- Свинотоварная ферма.